# Charles Haid

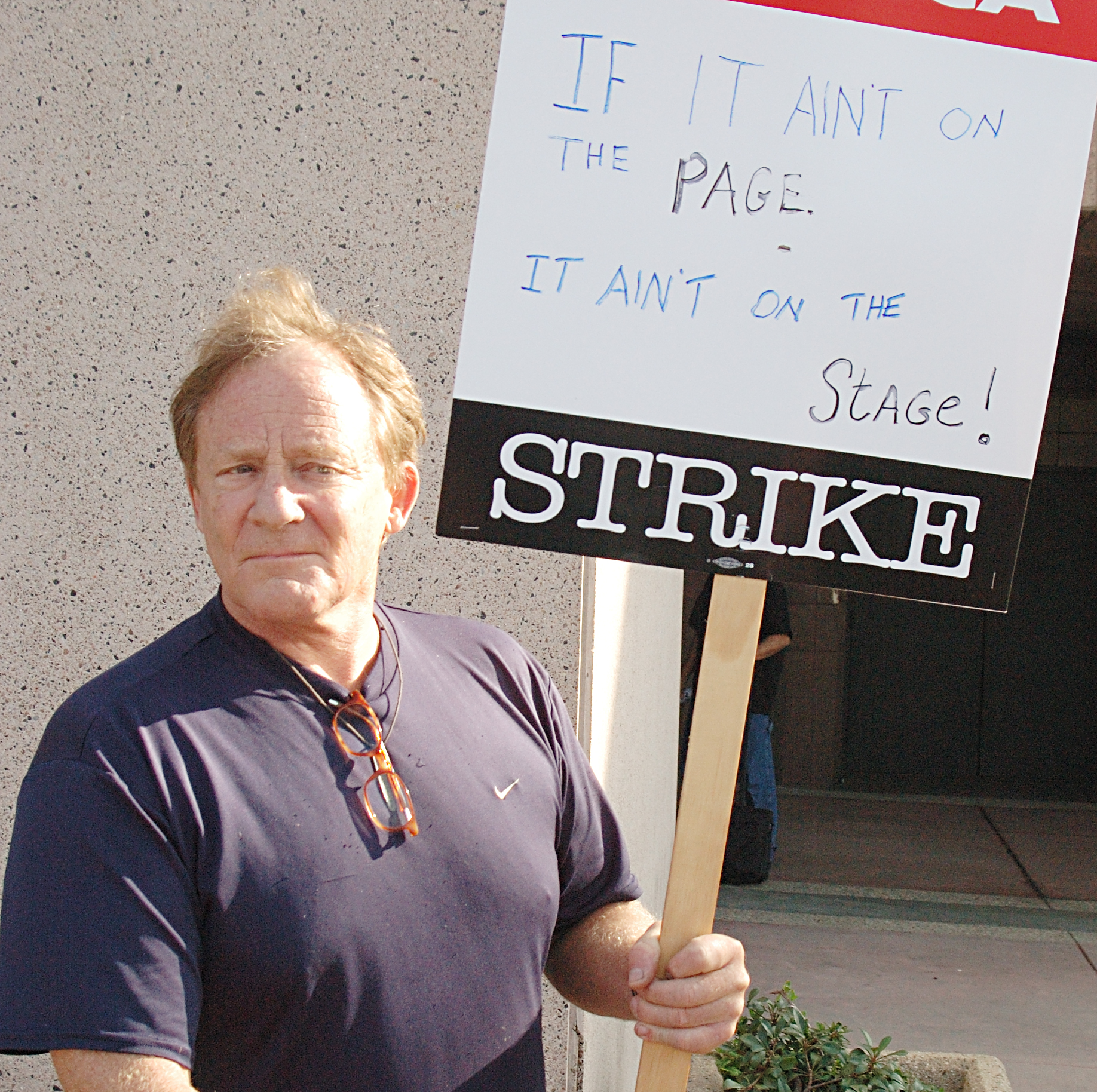
Charles Haid durante a greve do WGA em 2007

Charles Maurice Haid III (São Francisco, 2 de junho de 1943) é um ator e diretor norte-americano.
Mesclando as carreiras de ator e diretor, estreou atuando em um episódio de 1973 do seriado Cannon, e sua primeira atuação cinematográfica foi no filme Alex & the Gypsy, de 1976. Seu primeira trabalho como diretor, foi num episódio do seriado Cop Rock, em 1990.
Alguns de seus trabalhos como diretor são: Criminal Minds (7 episódios), Grimm (1 episódio), CSI: Crime Scene Investigation (1 episódio), ER (7 episódios), os telefilmes Life Is Ruff (2005) e Buffalo Soldiers (1997), entre outros.
Como ator, seu nome é creditado em filmes e seriados como: Viagens Alucinantes (1980), Nightbreed (1990), The Rescue (1988), Criminal Minds (2 episódios em 2006), Hill Street Blues (5 episódios em 1987), Wonder Woman (1 episódio em 1979), Kung Fu (1 episódio em 1975), entre outros.